# Всеобщие выборы в ЦАР (2011)
Всеобщие выборы в Центральноафриканской республике 2011 года прошли 23 января. На них были избраны на новый срок Президент республики и 100 депутатов Национального собрания, нижней палаты Парламента ЦАР. Подготовка к голосованию сопровождалась трудностями и дата выборов несколько раз переносилась по требованию оппозиции. В конечном итоге они были отложены до января 2011 года, с продлением сроков полномочий как президента, так и парламента.
Действующий президент Франсуа Бозизе был переизбран на второй срок в первом туре голосования, получив почти две трети голосов. Парламентские выборы прошли в два тура, по итогам второго, состоявшегося 27 марта 2011 года, хотя первоначально он был намечен на 20 марта, правящая партия Национальная конвергенция «Ква На Ква» сохранила контроль над Национальным собранием, завоевав 61 место из 100.

## Предыстория
Независимая избирательная комиссия (фр. Commission électorale indépendante – CEI) была создана в августе 2009 года. Её возглавлял Джозеф Бингинмале. В состав комиссии вошли из 30 человек, из которых 15 представляли оппозицию (как гражданскую, так и бывшие повстанческие группы). 15 января 2010 года оппозиция объявила, что приостанавливает своё участие в CEI из-за возражений против действий её руководителя Бингинмале, потребовав его отставки. По словам оппозиции, он проявил явный фаворитизм по отношению к президенту Бозизе и партии «Ква На Ква». Лидер оппозиции Жан-Жак Демафут осудил Бингинмале, заявив, что он виновен в «нарушении клятвы, полном отсутствии независимости, интригах с целью поощрения массового мошенничества, сомнительной морали и пресловутой некомпетентности». Представитель CEI Ригоберт Вондо сказал, что комиссия «будет продолжать добиваться прогресса в избирательном процессе с теми, кто остался».
Первоначально было предложено провести выборы 18 апреля 2010 года, а второй тур 23 мая. Однако оппозиция возражала против этой даты, заявив, что это слишком рано. Впоследствии дата первого тура была назначена на 25 апреля 2010 года.
В середине марта 2010 года правительство заявило о предотвращении переворота. Министр национальной безопасности Жюль Бернар Оуанде выразил нежелание раскрыть лидера путчистов, но его ссылка на участие кого-то под названием «AFP» указала на то, что правительство предполагало, что в этом заговоре состоял Патассе, который был президентом с 1993 года, пока не был смещён Бозизе в марте 2003 года, и выдвинул свою кандидатуру на выборах 2010 года. Отвечая на предположение о своей причастности к перевороту, Патассе сказал, что не был в него вовлечён и утверждал, что правительство оказывает на него давление, чтобы он снял свою кандидатуру. Он пообещал выиграть выборы, отметив, что ранее выигрывал выборы 1993 и 1999 годов.
30 марта 2010 года Бозизе постановил перенести дату выборов на три недели, на 16 мая. Этот шаг всеми ожидался из-за медленного прогресса в подготовке к выборам. Однако, оппозиционная коалиция «Силы коллективных перемен» потребовала более длительной задержки и считала, что отсрочить дату на три недели было совершенно недостаточно для решения её проблем. Правительство, по-видимому, не желало откладывать выборы дальше, и поэтому коалиция объявила 9 апреля 2010 года, что она будет бойкотировать как президентские, так и парламентские выборы. По словам представителя коалиции Николаса Тиангая, «условия … не гарантируют достоверность, надежность и прозрачность». Крайний срок для заявок кандидатов был позже в тот же день в полночь, и Тиангай сказал, что ни один из членов коалиции не подал заявки на любые выборы.
29 апреля 2010 года президент Бозизе провёл встречу с представителями политиков и CEI. На встрече представители комиссии заявила, что провести выборы, как планировалось 16 мая, невозможно, поскольку подготовка не была завершена. Согласно CEI, пересмотренные списки избирателей не будут готовы к 16 мая, карточки избирателей не были напечатаны, кроме того, у комиссии не хватало денег на завершение подготовки. По их оценкам, требовалось дополнительно 5,3 млн. евро. Сразу после встречи Бозизе публично признал, что дата 16 мая не может быть достигнута: «Мы пойдем на выборы, когда все стороны, участвующие в этих выборах, включая международное сообщество, будут готовы». Он признался, что задержка может означать, что выборы будут проведены после окончания его срока 11 июня 2010 года.
3 мая 2010 года Национальная ассамблея приступила к обсуждению вопроса об изменении конституции, чтобы позволить президенту и депутатам оставаться в должности после завершения их мандатов в случае необходимости из-за переноса сроков выборов. Оппозиция поддержала изменения, но, опасаясь постоянной отсрочки выборов как в Кот-д'Ивуаре, потребовала чтобы они сопровождались политическим соглашением. Изменение конституции было одобрено Национальным собранием в ходе голосования 10 мая 2010 года; 95 депутатов проголосовали «за», шесть против, один воздержался. По оценкам, от 30 000 до 50 000 человек собрались в Банги 19 мая 2010 года, чтобы выразить поддержку в связи с продлением срока Бозизе. В своих лозунгах они приравнивали поддержку президента к поддержке мира. Эли Оуфио, Генеральный секретарь Президиума, сказал, что народ сплотился против «нисхождения в ад для нашей страны». 25 мая 2010 года Конституционный суд утвердил срок продления полномочий.
6 июня 2010 года CEI предложила провести выборы 24 октября 2010 года, полагая, что это даст достаточно времени для надлежащей организации выборов. Однако эта дата официально не была установлена, поскольку только президент Бозизе мог установить дату своим указом. По словам Бингинмале комиссия «убеждена, что к 24 октября все проблемы будут полностью решены». Однако, в итоге, Бозизе выбрал более позднюю дату, чем рекомендованную CEI, по-видимому, из-за продолжающихся проблем безопасности; в указе, объявленном 30 июля 2010 года, он назначил выборы на 23 января 2011 года, а начало предвыборной кампании на 10 января. Центральноафриканское демократическое объединение и предполагаемый кандидат от оппозиции Жан-Жак Демафут поддержали проведение выборов в январе 2011 года, а основная оппозиционная коалиция Союз живых сил нации (фр. Union des Forces Vives de la Nation – UFVN) подписала соглашение об утверждении новой даты голосования 11 августа 2010 года. Говоря о правительстве, Фидель Нгуанджика выразил надежду на то, что широкое политическое соглашение о дате выбороыв в середине января 2011 года означало бы, что международная финансовая помощь для выборов наступит в ближайшее время.
27 июля 2010 года Бингинмале в очередной раз отложил выборы, заявив: «Задержка окончательного решения по этим выборам на данный момент заключается в том, что Европейский союз требует подтверждения даты до предоставления нам финансовой помощи». Выборы были отложены вновь до 23 января 2011 года со вторым раундом, запланированным на 20 марта 2011 года, но позднее перенесённым на 27 марта 2011 года.

## Проведение
CEI начала работу над пересмотром списков избирателей 12 апреля; пересмотр должен был завершиться 18 апреля. Оппозиция считала, что пересмотр был неадекватным, полагая, что списки избирателей должны быть полностью пересмотрены. CEI объявила 16 апреля, что солдат, сопровождавший группу работников комиссии, был убит в префектуре Вакага на севере страны. Личность нападавших была неясной, в самой CEI их охарактеризовали как «бандитов».
В день выборов были жалобы на задержки голосования из-за длинных очередей.

## Президентские выборы

### Кандидаты
15 марта 2010 года на встрече в Банги Бозизе объявил, что будет баллотироваться на пост президента на второй срок.
В результате решения оппозиционной коалиции бойкотировать выборы, только два кандидата в президенты подали заявки до истечения крайнего срока: Франсуа Бозизе и Анже-Феликс Патассе. Однако Патассе заявил 10 апреля, что он достиг соглашения с Бозизе, которое будет «полезным для всего народа Центральной Африки». Хотя он не уточнил, какое соглашение было достигнуто, в отчётах говорилось, что соглашение может привести к задержке выборов.
Для участия в президентских выборах были зарегистрированы 5 кандидатов:
- действующий президент Франсуа Бозизе (Национальная конвергенция «Ква на Ква»)
- бывший президент Анж-Феликс Патассе (независимый)
- бывший министр обороны Жан-Жак Демафут («Новый альянс за прогресс», бывший политический лидер Народной армии за восстановление демократии[англ.])
- бывший премьер-министр Мартин Зигеле (Движение за освобождение народа Центральной Африки)
- Эмиль Грос Раймон Накомбо (Центральноафриканское демократическая объединение)

Ещё один кандидат, Жюстен Вилите (Конгресс африканского возрождения), был первоначально зарегистрирован, но исключён из списков 8 января 2011 года.

### Результаты
С самого начала ожидалось, что президент Бозизе легко добьётся переизбрания, что и случилось. Патассе, самый сильный кандидат от оппозиции, получил почти в три раза меньше голосов. Прежде чем были опубликованы результаты, Зигеле, Демафут и Накомбо осудили итоги голосования, назвав выборы фарсом и мошенничеством.
Независимая избирательная комиссия опубликовала предварительные результаты 1 февраля 2011 года. Согласно им, Бозизе выиграл выборы в первом туре, набрав 66,08 % голосов, Патассе насчитали 20,10% голосов, в то время как остальные кандидаты получили меньше 14 % голосов на троих. Представитель правительства страны Фидель Нгуанджика заявил, что результатом выборов стала «победа демократии». С другой стороны, с ним оказались несогласны оппозиционеры. Представитель Патассе Гай Кодегу сказал, что Бозизе «украл выбор жителей Центральной Африки», а бывший премьер-министр Мартен Зигеле характеризовал объявление избирательной комиссии как «грубое и смешное». Он сказал, что как и другие кандидаты от оппозиции собирается обратиться в Конституционный суд, но признал, что это только символический жест, поскольку ожидает, что Суд отклонит апелляцию.
| Кандидат                                              | Партия                                             | Число голосов | %    |
| ----------------------------------------------------- | -------------------------------------------------- | ------------- | ---- |
| Франсуа Бозизе                                        | Национальная конвергенция «Ква На Ква»             | 718 801       | 64,4 |
| Анж-Феликс Патассе                                    | Независимый                                        | 239 279       | 21,4 |
| Мартен Зигеле                                         | Движение за освобождение народа Центральной Африки | 75 939        | 6,8  |
| Эмиль Накомбо                                         | Центральноафриканское демократическое объединение  | 51 469        | 4,6  |
| Жан-Жак Демафут                                       | Новый альянс за прогресс                           | 31 184        | 2,8  |
| Недействительные бюллетени                            | Недействительные бюллетени                         | 775           | —    |
| Итого                                                 | Итого                                              | 1 117 447     | 100  |
| Численность избирателей\Явка                          | Численность избирателей\Явка                       | 1 825 735     | 61,2 |
| Источник: The Statesman’s Yearbook. 2012. P. 303—304. |                                                    |               |      |

## Парламентские выборы
Первый тур выборов в Национальное собрание, нижнюю палату Парламента ЦАР, состоялся 23 января. В этот день было избрано 35 депутатов из 100: 26 от партии президента Бозизе Национальная конвергенция «Ква на Ква», 8 независимых (некоторые из них — сторонники Бозизе) и один представитель Движения за освобождение центральноафриканского народа. Впоследствии, CEI аннулировало результаты по одному из округов, таким образом, количество мандатов, выигранных «Ква на Ква» в первом туре сократилось до 25. Второй тур состоялся 27 марта. В этот день выбирали депутатов в оставшихся округах (с преобладанием «Ква На Ква» в большинстве из них). Уверенную победу во втором также одержала правящая партия. Всего Национальная конвергенция «Ква на Ква» завоевала 61 место из 100 в Национальном собрании (61 % всех мандатов), ещё 11 мест завоевали партии, поддерживающие президента Бозизе, 26 мест заняли независимые, часть из которых также были лояльны власти, оппозиционные партии получили всего 2 места.
| Альянс                                                                | Партия                                                                | Первый тур | Второй тур | Всего мест | +/–   |
| Альянс                                                                | Партия                                                                | Места      | Места      | Всего мест | +/–   |
| --------------------------------------------------------------------- | --------------------------------------------------------------------- | ---------- | ---------- | ---------- | ----- |
| Национальная конвергенция «Ква На Ква»                                | Национальная конвергенция «Ква На Ква»                                | 25         | 36         | 61         | ▲19   |
| Президентское большинство                                             | Партия действий для развития                                          | 0          | 3          | 3          | ▲1    |
| Президентское большинство                                             | Движение за демократию и развитие                                     | 0          | 2          | 2          | ▬     |
| Президентское большинство                                             | Движение за социальную эволюцию Чёрной Африки — Боганда               | 0          | 1          | 1          | ▲1    |
| Президентское большинство                                             | Движение за демократию, независимость и социальный прогресс           | 0          | 1          | 1          | ▼2    |
| Президентское большинство                                             | Национальная партия за новую Центральную Африку                       | 0          | 1          | 1          | ▼6    |
| Президентское большинство                                             | Национальный союз за демократию и объединение                         | 0          | 1          | 1          | ▼1    |
| Президентское большинство                                             | Партия за демократию в Центральной Африке                             | 0          | 1          | 1          | ▼7    |
| Президентское большинство                                             | Социал-демократическая партия                                         | 0          | 1          | 1          | ▼4    |
| Президентское большинство                                             | Национальный демократический союз центральноафриканского народа       | 0          | 0          | 0          | —     |
| Президентское большинство                                             | Центральноафриканская республиканская партия                          | 0          | 0          | 0          | —     |
| Президентское большинство                                             | Центральноафриканское социалистическое движение                       | 0          | 0          | 0          | —     |
| Президентское большинство                                             | Конгресс центральноафриканских социал-демократов                      | 0          | 0          | 0          | ▼1    |
| Президентское большинство                                             | Конгресс демократов за обновление Центральной Африки                  | 0          | 0          | 0          | —     |
| Президентское большинство                                             | Демократический форум за модернизацию                                 | 0          | 0          | 0          | ▼1    |
| Президентское большинство                                             | Либерально-демократическая партия                                     | 0          | 0          | 0          | ▼3    |
| Президентское большинство                                             | Национальный демократический фронт                                    | 0          | 0          | 0          | ▼1    |
| Президентское большинство                                             | Национальное движение за обновление                                   | 0          | 0          | 0          | —     |
| Президентское большинство                                             | Национальный союз в защиту демократии                                 | 0          | 0          | 0          | —     |
| Президентское большинство                                             | Партия национального единства                                         | 0          | 0          | 0          | ▼3    |
| Президентское большинство                                             | Патриотический фронт за прогресс                                      | 0          | 0          | 0          | ▼2    |
| Президентское большинство                                             | Союз народов за социальное и экономическое развитие                   | 0          | 0          | 0          | —     |
| Президентское большинство                                             | Союз народного движения в Центральной Африке                          | 0          | 0          | 0          | —     |
| Президентское большинство                                             | Союз за прогресс Центральной Африки                                   | 0          | 0          | 0          | —     |
| Президентское большинство                                             | Союз демократов за панафриканское обновление                          | 0          | 0          | 0          | —     |
| Движение за освобождение центральноафриканского народа                | Движение за освобождение центральноафриканского народа                | 1          | 0          | 1          | ▼10   |
| Центральноафриканское демократическое объединение                     | Центральноафриканское демократическое объединение                     | 0          | 1          | 1          | ▼7    |
| Альянс за демократию и прогресс                                       | Альянс за демократию и прогресс                                       | 0          | 0          | 0          | ▼2    |
| Альянс за солидарность и прогресс                                     | Альянс за солидарность и прогресс                                     | 0          | 0          | 0          | —     |
| Демократическое решение в интересах развития Центральной Африки       | Демократическое решение в интересах развития Центральной Африки       | 0          | 0          | 0          | —     |
| Демократическое движение за возрождение и эволюцию Центральной Африки | Демократическое движение за возрождение и эволюцию Центральной Африки | 0          | 0          | 0          | —     |
| Демократический республиканский союз                                  | Демократический республиканский союз                                  | 0          | 0          | 0          | —     |
| Движение за социальную эволюцию Чёрной Африки                         | Движение за социальную эволюцию Чёрной Африки                         | 0          | 0          | 0          | —     |
| Новый альянс за прогресс                                              | Новый альянс за прогресс                                              | 0          | 0          | 0          | новая |
| Союз за обновление и демократию                                       | Союз за обновление и демократию                                       | 0          | 0          | 0          | —     |
| Независимые                                                           | Независимые                                                           | 8          | 18         | 26         | ▼8    |
| Всего                                                                 | Всего                                                                 | 34         | 66         | 100        | ▼5    |
| Источник: Inter-Parliamentary Union                                   |                                                                       |            |            |            |       |

## После выборов
12 февраля 2011 года Конституционный суд ЦАР признал победу Бозизе законной, отвергнув обвинения оппозиции. Результаты были слегка пересмотрены в итоговых показателях, представленных Судом; сумма голосов за Бозизе была уменьшена до 64,37 %, в то время как показатель Патассе был повышен до 21,41 %, а Зигеле до 6,8 %. Зигеле осудил решение Суда: «Это решение Суда никоим образом не меняет наше решение. Суд … решил ничего не видеть и ничего не сказать». Он поклялся «продолжать политическую борьбу за демократию, за верховенство закона».
Бозизе был приведён к присяге на свой второй срок на церемонии в Банги 15 марта 2011 года, в день восьмой годовщины его прихода к власти в 2003 году.